# Corin Nemec
Corin Nemec (Joseph Charles Nemec, IV) (Little Rock, Arkansas, 1971. november 5. –) amerikai színész. Sokszor Corky becenevén emlegetik.

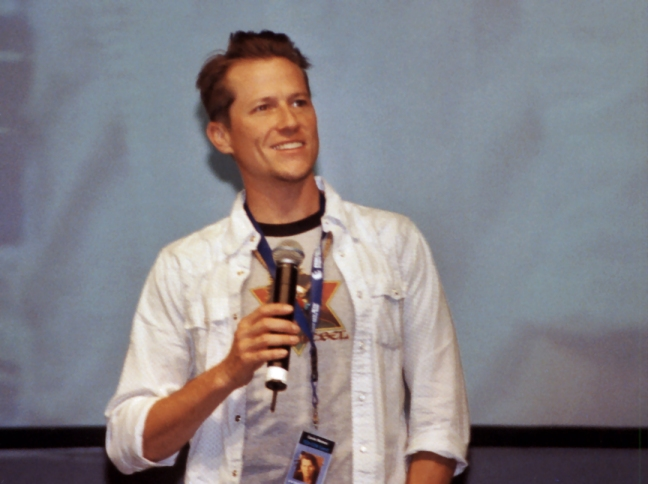
Corin Nemec a XIV. FedCon-on, Bonnban 2005-ben

Apai ágról cseh származású. Legismertebb szerepei a Parker Lewis sohasem veszít című sorozat címszerepében volt az 1990-es évek elején, ezenkívül pedig Jonas Quinn karaktere a Csillagkapu hatodik évadában. Ő írta a Csillagkapu hetedik évadának Végveszély című részét.
A szcientológia közösségi weboldal és Nemec személyes honlapja szerint a Szcientológia egyház tagja.

## Filmszerepei
- NCIS (2007)
- S.S. Doomtrooper - Halálosztó (2006)
- Csillagkapu (2002–2003)
- Smallville (2002)
- Killer Bud (1999)
- Beverly Hills 90210 (1997)
- A Dumbo hadművelet (1995)
- Halálugrás (1994)
- Végítélet (1994)
- Parker Lewis sohasem veszít (1990–1993)
- Eltűnt egy kisfiú (1989)
- Tucker, az autóbolond (1988) (Corky Nemec-ként van jegyezve)
- Webster (1983)

Ezenkívül Corin Toby Keith barátjaként szerepelt a "Beer for My Horses" című számhoz készült videóban.